# Bilisuma Shugi
Bilisuma Shugi Gelassa (né le 19 juillet 1989 dans la région d'Oromia, en Éthiopie) est un athlète éthiopien naturalisé bahreïnien en 2009, spécialiste des courses de fond.

## Carrière
Né en Éthiopie, il obtient la nationalité bahreïnienne en 2009. Il concourt sous ses nouvelles couleurs dès 2010 à l'occasion des Championnats du monde de cross de Bydgoszcz où il termine 48e de l'épreuve individuelle. Fin novembre à Canton, Bilisuma Shugi remporte le titre du 10 000 mètres des Jeux asiatiques et porte son record personnel à 27 min 32 s 72. Lors de cette même saison, le Bahreïnien porte son record personnel sur 5 000 mètres à 13 min 6 s 73.
En début de saison 2012, à Hangzhou, Bilisuma Shugi devient champion d'Asie en salle du 3 000 m dans le temps de 7 min 43 s 88.

## Palmarès
| Date | Compétition                  | Lieu           | Résultat | Épreuve       |
| ---- | ---------------------------- | -------------- | -------- | ------------- |
| 2010 | Jeux asiatiques              | Canton         | 1er      | 10 000 m      |
| 2011 | Championnats du monde        | Daegu          | 8e       | 5 000 m       |
| 2011 | Jeux mondiaux militaires     | Rio de Janeiro | 3e       | 5 000 m       |
| 2011 | Jeux panarabes               | Doha           | 4e       | 5 000 m       |
| 2011 | Jeux panarabes               | Doha           | 3e       | 10 000 m      |
| 2012 | Championnats d'Asie en salle | Hangzhou       | 1er      | 3 000 m       |
| 2013 | Championnats panarabes       | Doha           | 2e       | semi-marathon |

## Records
| Épreuve      | Épreuve  | Performance    | Lieu           | Date              |
| ------------ | -------- | -------------- | -------------- | ----------------- |
| En salle     | 3 000 m  | 7 min 43 s 88  | Hangzhou       | 19 février 2012   |
| En plein air | 3 000 m  | 7 min 42 s 71  | Milan          | 18 septembre 2011 |
| En plein air | 5 000 m  | 13 min 06 s 73 | Rio de Janeiro | 23 juillet 2011   |
| En plein air | 10 000 m | 27 min 32 s 72 | Canton         | 26 novembre 2010  |